# Bilsener Bek
Die Bilsener Bek ist ein rechter Bach der Pinnau. Sie entspringt in Bilsen in der Nähe der Hemdinger Heide und unterfließt die Kieler Straße (Bundesstraße 4) in Richtung Osten durch das Kückenmoor. Dabei bildet der Bach die Grenze zwischen den Kreisen Pinneberg und Segeberg. Die Bilsener Bek mündet in der Nähe von Alveslohe in die Pinnau. Der Bach ist nicht schiffbar. 